# Ferrari Millechili
La Ferrari Millechili è un concetto automobilistico pensato dalla casa automobilistica italiana Ferrari; tale pensiero viene presentato al pubblico tramite una maquette nel 2007.
Da questo concetto nasce anche una collaborazione fra la casa di Maranello e la facoltà di ingegneria meccanica dell'Università degli Studi di Modena e Reggio Emilia che dà vita ad un laboratorio di studio, ricerca e formazione chiamato Millechili Lab.

## Il concept
Con il concept Millechili la Ferrari ha voluto racchiudere in un unico ideale di autovettura tutte le tecnologie che saranno presenti nelle proprie vetture di prossima produzione. La vettura di fatto non è mai esistita, poiché era prematuro realizzarla, al suo posto è stato realizzato un modello in scala 1:1, non marciante, dalle sembianze della Ferrari Enzo. Sebbene tutte le caratteristiche della vettura non abbiano mai preso forma in un'unica concept car anticipatoria, queste sono state distribuite nei vari modelli prodotti negli anni successivi.
Come suggerisce il nome uno dei concetti chiave è la leggerezza, con non solo il fine di aumentare le prestazioni ma anche quello di ridurre i consumi rendendo più ecosostenibile l'utilizzo del veicolo, filosofia che fino al qualche anno prima era del tutto estranea all'azienda. Per renderla 300Kg più leggera della Enzo i progettisti della Ferrari l'hanno concepita 1 metro più corta, ed effettuato altri accorgimenti (come l'eliminazione dei sedili) senza però ripiegare nella fibra di carbonio, la cui produzione e dismissione è tutt'altro che sostenibile da un punto di vista ambientale. La Millechili, anticipa anche soluzioni che poi si è visto svilupparsi molto velocemente negl'anni successivi alla sua presentazione, in molti concept e modelli di varie altre case automobilistiche. Infatti la vettura è dotata di un sistema di alimentazione ibrido caratterizzato da un motore elettrico da 60KW accostato al V12 a benzina, quest'ultimo è dotato di iniezione diretta, soluzione che trova la sua concretizzazione nella produzione in serie in casa Ferrari con la Ferrari California. Nel sistema di propulsione vi è anche un altro elemento innovativo, derivato dagli sviluppi fatti dalla Scuderia Ferrari in Formula 1: il Kers; anticipando così un'altra concept car del cavallino: la 599 HY-KERS. Tale sistema consiste nell'accumulare energia durante la frenata per poi restituirla in accelerazione. Nel concept sono presenti anche altre innovazioni che nel giro di qualche anno hanno trovato applicazione su modelli di produzione come il nuovo cambio a doppia frizione capace di ridurre il tempo di cambiata dai 150 ms di quello più performante presente in quel momento in un modello di produzione della casa, a 30 ms, trova applicazione prima sulla California e poi sulla Ferrari 458 Italia. In quest'ultima è stato anche applicato l'inedito studio aerodinamico sviluppato proprio sulla Millechili che consiste nella dotazione del corpo vettura di appendici mobili, che cambiano forma a seconda della velocità, proprio come nella 458 Italia. Per quanto riguarda l'impianto frenante la Ferrari si è rivolta alla Brembo per dei dischi carbonceramici da 350 mm.

## Il laboratorio MilleChili

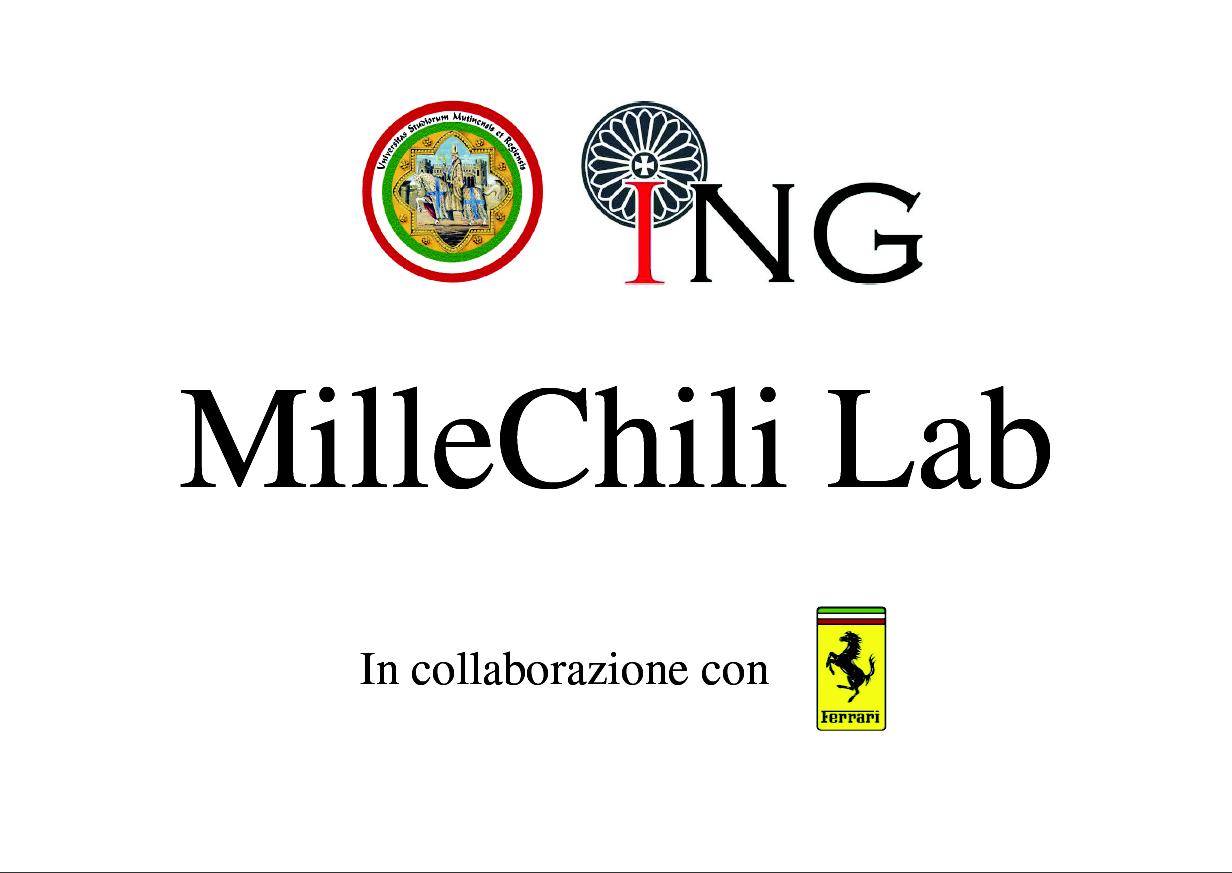
logo del Laboratorio "MilleChili"

"MilleChili Lab" è il progetto nato dalla collaborazione fra la Ferrari e la facoltà di ingegneria meccanica dell'Università degli Studi di Modena e Reggio Emilia con l'intento di formazione degli studenti e il finanziamento di ricerca e sviluppo di nuove tecnologie al fine di ridurre i pesi per le proprie autovetture..
Lo scopo principale del progetto Millechili è di studiare e progettare telai di autovetture leggere per modelli ad alte prestazioni, grazie al lavoro di studenti e dottorandi.
Ci sono solo poche condizioni per la progettazione, più precisamente la possibilità di messa in serie dei prodotti ed il rispetto delle alte prestazioni richieste ai modelli. I futuri telai, creati per vetture con motore centrale, dovrebbero essere disponibili nel 2012.
Il progetto ha a disposizione diversi ritrovati tecnici, tra cui delle workstation con sistema Unix, oltre a due con sistema Windows. Ogni PC era fornito di diversi software, come il CAD, gli stessi usati dalla Ferrari. Ciò fu fatto per la semplificazione della trasmissione dati..

## Ulteriori progetti omonimi
"Millechili" è anche il nome di uno dei quattro progetti vincitori del concorso, sempre organizzato dalla Ferrari,  New Concepts of the Myth. L'esercizio di stile è stato realizzato da due studenti dell'Istituto Europeo di Design di Torino.